# Романо Сгейц
Романо Сгейц (італ. Romano Sgheiz, 28 червня 1937) — італійський академічний веслувальник.
Олімпійський чемпіон 1956 року в складі розпашної четвірки зі стерновим, бронзовий призер 1960 року в складі розпашної четвірки зі стерновим, учасник 1964, 1968 років.
Чемпіон Європи 1957, 1958, 1961 років у складі вісімки, срібний призер 1963 року в складі розпашної четвірки без стернового, бронзовий призер 1956 (розпашні четвірки зі стерновим), 1964 (розпашні четвірки без стернового) років.